# Wapen van Westerkwartier (gemeente)

Het wapen van Westerkwartier werd op 21 juni 2019 door de Hoge Raad van Adel aan de gemeente Westerkwartier toegekend. De kwartieren voor het wapen bestaan uit van elementen uit de wapens van voorgaande gemeenten Grootegast, Leek, Marum en Zuidhorn.

## Geschiedenis

Eerste ontwerp
Tweede ontwerp

In 2018 is de wapenprocedure begonnen en werd aan de Hoge Raad van Adel gevraagd om een ontwerp te maken. Wapentekenaar Piet Bultsma-Vos ontwierp in totaal drie tekeningen voor de nieuwe gemeente. De projectgroep "Huisstijl" had het eerste ontwerp bestaande uit een rood schild met daarop atributen van Zuidhorn en Marum verworpen. Dit was eveneens het geval met het tweede ontwerp, waarin een verwijzing naar Marum ontbrak. Tevens was het de wens van de werkgroep om Vredewold en een topgrafische voorstelling in de verdeling van de kwartieren in het wapen te verwerken. Vredewold zou dan in de schilvoet (zuidoost) Langewold (Grootegast en Zuidhorn) rechtsboven (noordwest) ten slotte Middag-Humsterland (noordoost) linksboven geplaatst. Bij het tweede ontwerp werd uiteindelijk een extra kwartier voor Marum (de korenschoof) toegevoegd. Hiermee kon op 2 januari 2019 de gemeenteraad het eens worden. Waarmee de aanvraag officieel schriftelijk bij de Koning kon worden aangevraagd.

## Blazoen
De beschrijving van het wapen luidt als volgt:
Gevierendeeld; I in azuur een schuinbalk in drie rijen geschaakt van keel en zilver, gaande over een schuinlinks geplaatste abtsstaf van goud met een velum van zilver; II in zilver een omgewende en omziende ridder in stalen wapenrusting, de helm gesloten en gepluimd, alles van dezelfde kleur als de wapenrusting, gezeten op een omgewend galopperend paard van sabel, getoomd, getuigd en gezadeld van natuurlijke kleur met een zadelkleed van zilver; III in zilver een kasteel van keel; IV in azuur een korenschoof van goud. Het schild gedekt met een gouden kroon van vijf bladeren en gehouden door een leeuw en een griffioen, beide van goud en getongd en genageld van keel.

## Verwante wapens

Wapen van Grootegast
Wapen van Leek
Wapen van Marum
Wapen van Zuidhorn

Eemsdelta 
· Groningen 
· Het Hogeland 
· Midden-Groningen 
· Oldambt 
· Pekela 
· Stadskanaal 
· Veendam 
· Westerkwartier 
· Westerwolde